# Campeonato Africano de Judo de 2012
El XXI Campeonato Africano de Judo se celebró en Agadir (Marruecos) entre el 4 y el 6 de abril de 2012 bajo la organización de la Unión Africana de Judo.
En total se disputaron dieciséis pruebas diferentes, ocho masculinas y ocho femeninas.

## Resultados

### Masculino
| Evento            | Oro                      | Plata                        | Bronce                                                |
| ----------------- | ------------------------ | ---------------------------- | ----------------------------------------------------- |
| –60 kg            | Yasin Mudatir Marruecos  | Fraj Dhuibi Túnez            | Lusanda Ngoma Sudáfrica Lyes Saker Argelia            |
| –66 kg            | Ahmed El-Kawiseh Libia   | Husem Jalfaui Túnez          | Ahmed Awad · Egipto · Yusef Nuari · Argelia           |
| –73 kg            | Husein Hafiz · Egipto    | Gideon van Zyl Sudáfrica     | Mohamed Abdulnasr Libia Larbi Grini Argelia           |
| –81 kg            | Safuan Ataf Marruecos    | Abderahman Benamadi Argelia  | Seifedin Ben Hasen · Túnez · Mohamed Darwish · Egipto |
| –90 kg            | Hesham Mesbah · Egipto   | Dieudonne Dolassem Camerún   | Amar Benijlef Argelia Kinapeya Kone Costa de Marfil   |
| –100 kg           | Ramadan Darwish · Egipto | Lyes Buyacub Argelia         | Adil Fikri Marruecos Franck Moussima Camerún          |
| +100 kg           | El-Mehdi Malki Marruecos | Islam El-Shehabi · Egipto    | Faisal Yabalá Túnez Mohamed Tayeb Argelia             |
| Categoría abierta | Faisal Yabalá Túnez      | Mohamed Sayed Yusef · Egipto | Yalal Benala Marruecos Bilal Zuani Argelia            |

### Femenino
| Evento            | Oro                       | Plata                     | Bronce                                                          |
| ----------------- | ------------------------- | ------------------------- | --------------------------------------------------------------- |
| –48 kg            | Hela Ayari Túnez          | Sabrina Saidi Argelia     | Philomène Bata Camerún Sandrine Ilendou Gabón                   |
| –52 kg            | Soraya Hadad Argelia      | Amani Jalfaui Túnez       | Zouleiha Abzetta Dabonne Costa de Marfil Hanan Kerumi Marruecos |
| –57 kg            | Ratiba Tariket Argelia    | Hortence Diédhiou Senegal | Fatima Zohra Ait Ali Marruecos Szandra Szögedi Ghana            |
| –63 kg            | Rizlen Zuak Marruecos     | Asma Byaui Túnez          | Séverine Nébié Burkina Faso Kahina Saidi Argelia                |
| –70 kg            | Huda Miled Túnez          | Antónia Moreira Angola    | Aicha Ben Abderahman Argelia Asma Niang Marruecos               |
| –78 kg            | Hana Maregni Túnez        | Audrey Koumba Gabón       | Georgette Sagna Senegal Amina Temar Argelia                     |
| +78 kg            | Sonia Aselah Argelia      | Nihel Sheij Ruhu Túnez    | Rania El-Kilali Marruecos                                       |
| Categoría abierta | Rania El-Kilali Marruecos | Nihel Sheij Ruhu Túnez    | Annabelle Laprovidence Mauricio Monica Sagna Senegal            |

## Medallero
| Núm. | País            | Oro | Plata | Bronce | Total |
| ---- | --------------- | --- | ----- | ------ | ----- |
| 1    | Marruecos       | 5   | 0     | 6      | 11    |
| 2    | Túnez           | 4   | 6     | 2      | 12    |
| 3    | Argelia         | 3   | 3     | 9      | 15    |
| 4    | Egipto          | 3   | 2     | 2      | 7     |
| 5    | Libia           | 1   | 0     | 1      | 2     |
| 6    | Camerún         | 0   | 1     | 2      | 3     |
| 6    | Senegal         | 0   | 1     | 2      | 3     |
| 8    | Gabón           | 0   | 1     | 1      | 2     |
| 8    | Sudáfrica       | 0   | 1     | 1      | 2     |
| 10   | Angola          | 0   | 1     | 0      | 1     |
| 11   | Costa de Marfil | 0   | 0     | 2      | 2     |
| 12   | Burkina Faso    | 0   | 0     | 1      | 1     |
| 12   | Ghana           | 0   | 0     | 1      | 1     |
| 12   | Mauricio        | 0   | 0     | 1      | 1     |
|      | TOTAL           | 16  | 16    | 31     | 63    |